# Blakesley
Blakesley est une paroisse civile et un village du Northamptonshire, en Angleterre.